# Serrifile Motor Company
Serrifile Motor Company war ein US-amerikanischer Hersteller von Automobilen.

## Unternehmensgeschichte
Das Unternehmen wurde 1921 in Hollis im US-Bundesstaat New York gegründet. Es ist ungeklärt, ob Serrifile das Nachfolgeunternehmen von Mercury Cars Inc. war, jedenfalls wurde deren Werk genutzt. Im gleichen Jahr begann die Produktion von Automobilen. Der Markenname lautete Serrifile. 1922 endete die Produktion.

## Fahrzeuge
Im Angebot stand nur ein Modell. Es hatte einen Sechszylindermotor von der Continental Motors Company. Er leistete 70 PS. Das Fahrgestell hatte 351 cm Radstand. Alle Fahrzeuge waren als Limousinen mit fünf Sitzen karosseriert. Das Leergewicht betrug etwa 1860 kg. Mit einem Neupreis von 5000 US-Dollar gehörten die Fahrzeuge zu den teureren auf dem Markt.